# Eukoenenia orghidani
Espèce
Eukoenenia orghidani est une espèce de palpigrades de la famille des Eukoeneniidae.

## Distribution
Cette espèce est endémique de Cuba. Elle se rencontre dans la grotte Cueva de Bellamar dans la province de Matanzas.

## Étymologie
Cette espèce est nommée en l'honneur de Traian Orghidan.

## Publication originale
- Condé & Juberthie, 1981 : Eukoenenia orghidani n. sp., palpigrade cavernicole de Cuba. Résultats des Expéditions Biospéléologiques Cubano-Roumaines à Cuba, vol. 3, p. 95-101.